# هیچ‌کس مثل تو
«هیچ‌کس مثلِ تو» (انگلیسی: Nobody Like U) آهنگی از گروه خیالی و پسرانۀ فور تاون (انگلیسی: 4*Town) (متشکل از جردن فیشر، جاش لوی، گریسون ویلانووا و تافر انگو و فینیاس اوکانل) است که توسط اوکانل و بیلی آیلیش برای دیزنی/پیکسار در سال ۲۰۲۲ برای فیلم قرمز شدن نوشته شده است. این فیلم در تاریخ ۲۵ فوریه ۲۰۲۲، دو هفته قبل از اکران فیلم منتشر شد.
این آهنگ در بیلبورد هات ۱۰۰ به رتبه ۴۹ رسید و اولین ورودی هر پنج هنرمند برجسته در جدول شد. همچنین در استرالیا، کانادا، ایرلند و بریتانیا وارد نمودار شد. در ۱۸ نوامبر، این آهنگ نامزد دریافت جایزه گرمی برای بهترین آهنگ نوشته شده برای رسانه‌های تصویری شد.